# Kaluginite
La kaluginite è un minerale ancora in fase di valutazione, e quindi non ancora approvato, da parte dell'Associazione Mineralogica Internazionale (IMA) perché la sua descrizione è stata pubblicata prima dell'approvazione. Appartiene alla classe minerale dei "fosfati, arseniati e vanadati" e possiede composizione chimica (Mn2+,Ca)MgFe3+(PO4)2(OH) • 4(H2O).

## Etimologia e storia
La kaluginite è stata chiamata in questo modo in onore di Aleksandr V. Kalugin (1857-1933), mineralogista russo.

## Classificazione
La classica nona edizione della sistematica dei minerali di Strunz, aggiornata dall'Associazione Mineralogica Internazionale fino al 2009, elenca la kaluginite nella classe "8. Fosfati, arseniati, vanadati" e nella sottoclasse "8.D Fosfati, ecc. con anioni aggiuntivi, con H2O"; questa viene più finemente suddivisa in base alle dimensioni dei cationi coinvolti e alla struttura del minerale, in modo che la kaluginite possa essere trovata nella sezione "8.DH Con cationi di media e grande dimensione, (OH, ecc.):RO4 < 1:1" dove insieme a ** jahnsite-(CaFeFe), jahnsite-(CaMgMg), jahnsite-(CaMnFe), jahnsite-(CaMnMg), jahnsite-(CaMnMn), jahnsite-(MnMnMn), jahnsite-(NaFeMg), jahnsite-(NaMnMg), keckite, rittmannite, whiteite-(CaFeMg), whiteite-(CaMnMg) e whiteite-(MnFeMg) forma il sistema nº 8.DH.15.
Tale classificazione viene mantenuta anche nell'edizione successiva, proseguita dal database "mindat.org" e chiamata Classificazione Strunz-mindat.
Nella Sistematica dei lapis (Lapis-Systematik) di Stefan Weiß la kaluginite è elencata nella classe dei "fosfati, arseniati e vanadati" e nella sottoclasse dei "fosfati [arseniati o vanadati] idrati, con anioni estranei"; qui è nella sezione dei minerali con "cationi di medie dimensioni: Cu-Zn-Mn-Al-Fe" dove forma il sistema nº VII/D.03 insieme a flurlite, giniite, gladiusite, landesite, schmidite, schoonerite, steinmetzite, wildenauerite e wilhelmgümbelite.
Anche la classificazione dei minerali secondo Dana, usata principalmente nel mondo anglosassone, elenca la kaluginite nella famiglia dei "fosfati, arseniati e vanadati"; qui è nella classe dei "fosfati [arseniati e vanadati] idrati ecc., con idrossile o alogeno" e nella sottoclasse dei "fosfati [arseniati e vanadati] idrati ecc., con idrossile o alogeno con (AB)4(XO4)3Zq • x(H2O)" dove forma il "gruppo dell'overite" con il numero di sistema 42.11.1 insieme a overite, segelerite, manganosegelerite e wilhelmvierlingite.

## Abito cristallino
La kaluginite cristallizza nel sistema ortorombico nel gruppo spaziale Ccca con le costanti di reticolo a = 15,05 Å, b = 37,37 Å e c = 7,18 Å, oltre ad avere 16 unità di formula per cella unitaria.

## Origine e giacitura
La kaluginite si forma come minerale secondario della decomposizione di una vena granitica di pegmatite.
Il minerale è molto raro ed è stato scoperto solo nella "Riserva naturale di Ilmen", nell'oblast' di Chelyabinsk in Russia.

## Forma in cui si presenta in natura
La kaluginite è da trasparente a traslucida con lucentezza da vitrea a grassa; il colore va dal giallo-verde al verde-giallo, mentre il colore del suo striscio è bianco-giallastro.